# Tackle (beweging)

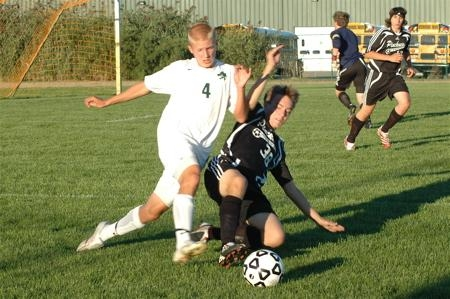
Een sliding tackle bij voetbal

Een tackle is een term voor een actie die in diverse balsporten voorkomt en slaat op een fysieke aanval op een tegenstander in balbezit.

## Voetbal
Bij voetbal mag men een tackle maken om de bal te bemachtigen. Er wordt hierbij onderscheid gemaakt tussen de staande tackle en de sliding tackle. De tackle moet gericht zijn op de bal als deze in bezit van de tegenstander is. Dit is alleen toegestaan als de bal ook daadwerkelijk als eerst geraakt wordt en de tegenstander niet. Als de tegenstander eerder dan de bal geraakt wordt in een poging de bal af te pakken, of als de tegenstander met opzet wordt geraakt, is men in overtreding. Het is aan de scheidsrechter dit te constateren, de ernst te bepalen en een juiste straf te geven. Dit kan variëren van een vrije schop tot uitsluiting door middel van een rode kaart. Voor het maken van tackles wordt vaak een sliding ingezet.

### Grove tackles
De FIFA heeft bepaald dat het maken van een grove tackle, waarbij de veiligheid van de tegenstander in het geding is, direct met een rode kaart moet worden bestraft.

#### Tackle van achter
Vooral de tackle van achter is berucht na de grove charge van Rob Notenboom op Richard Witschge in 1997. De FIFA bepaalde in 1998 dat men vanaf het WK in Frankrijk dat jaar extra alert moest zijn op tackles van achter. Deze zouden meteen met rood moeten worden bestraft, omdat ze gevaarlijk zijn. Vooral scheidsrechters en verdedigers waren sceptisch over deze regel.
De striktere naleving van de regels leidde gelijk tot een nieuw WK-record van 22 rode kaarten in 64 gespeelde wedstrijden.

## American football en rugby

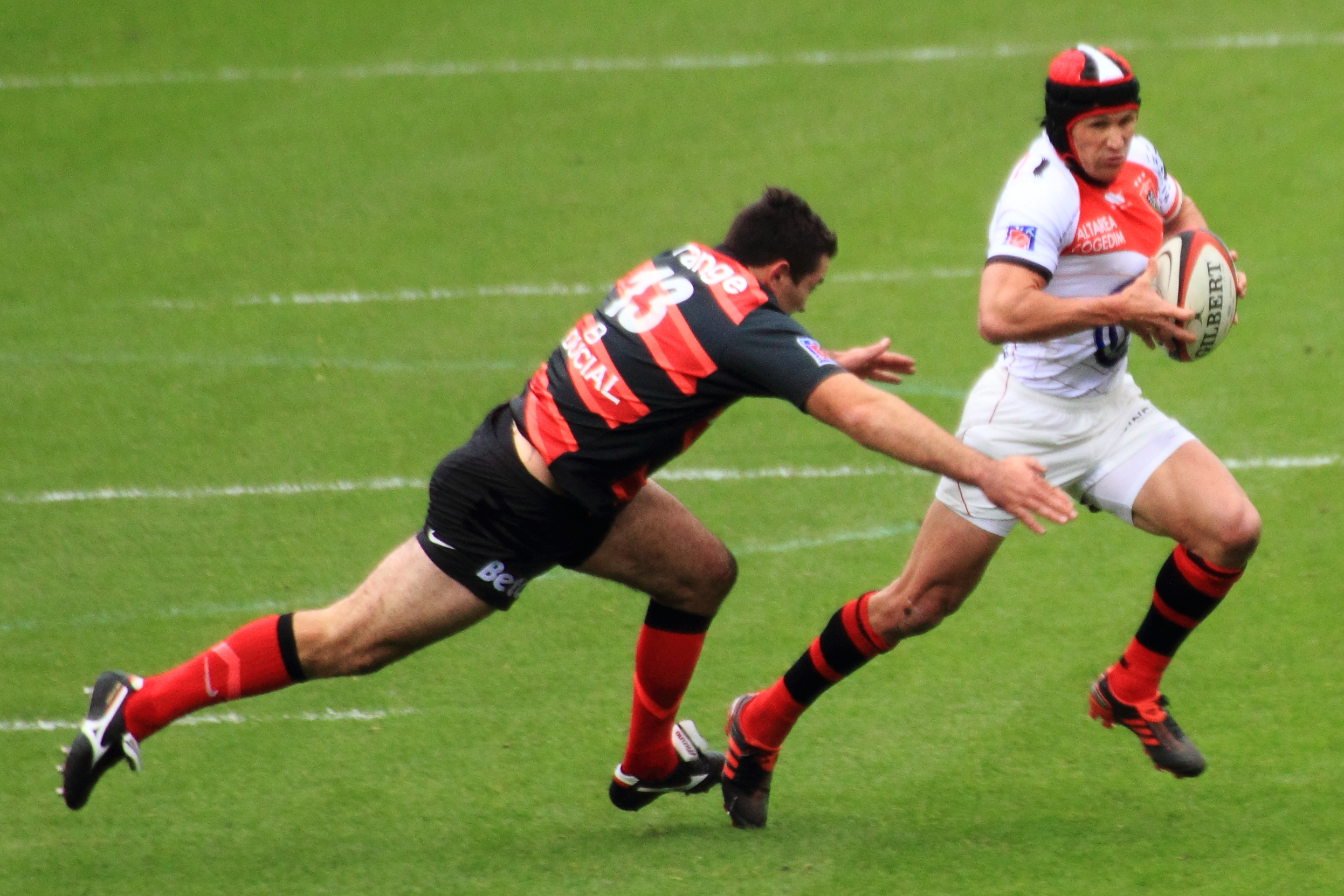
Een tackle bij rugby

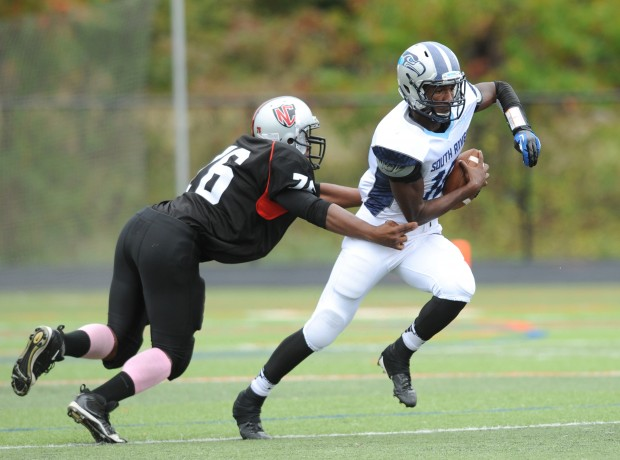
Een tackle bij American football

Bij rugby en American football is een tackle gericht op het stoppen van de voorwaartse beweging van de bal. Een tackle wordt gemaakt door een baldragende tegenstander met de armen (inclusief handen) naar de grond te brengen, zonder daarbij hoofd of nek te raken. Bij American football is ook een tackle met de schouder toegestaan. Een speler geldt als "getackeld" als een knie of hoger deel van het lichaam de grond raakt. Het American football kent ook spelersposities met de naam tackle: de offensive tackle, de defensive tackle en de nose tackle.

## Andere sporten
In contactsporten op het veld, zoals Gaelic football, Australian rules football wordt de term ook gebruikt. Meer details hierover vind je op het Engelstalige artikel.